# Drupi (album 1989)
Drupi è l'undicesimo album di Drupi, pubblicato nel 1989.
L'album è una raccolta di alcuni brani di successo dell'artista, riarrangiati per l'occasione. Contiene inoltre il brano inedito Conta su me ed Era bella davvero, brano presentato al Festival di Sanremo nel 1988.
Si tratta del primo lavoro del cantante pavese ad essere pubblicato anche in versione compact disc.

## Tracce
1. Sambariò – 4:11 (Luigi Albertelli - Enrico Riccardi)
2. Conta su me – 4:06 (Oscar Avogadro - Dario Farina)
3. Due – 4:57 (Luigi Albertelli - Enrico Riccardi)
4. Un passo – 3:20 (Enrico Anelli, Rosa Dorina Dato - Enrico Anelli, Rosa Dorina Dato)
5. Rimani – 4:02 (Luigi Albertelli - Enrico Riccardi)
6. Piccola e fragile – 4:14 (Luigi Albertelli - Enrico Riccardi)
7. Regalami un sorriso – 3:29 (Adelio Cogliati, Enrico Anelli, Franco Fasano - Adelio Cogliati, Franco Fasano)
8. Soli – 4:04 (Gianpiero Anelli, Vittorio De Scalzi - Gianni Belleno, Vittorio De Scalzi)
9. Era bella davvero – 4:08 (Oscar Avogadro, Paolo Amerigo Cassella - Dario Farina)
10. Sereno è... – 4:00 (Luigi Albertelli - Enrico Riccardi)
11. Canta – 4:16 (Gianpiero Anelli, Rosa Dorina Dato - Gianpiero Anelli, Rosa Dorina Dato)
12. Vado via – 4:22 (Luigi Albertelli - Enrico Riccardi)

## Formazione
- Drupi: voce
- Tino Negri: basso
- Sandro Picollo: chitarra
- Pino Santapaga: programmazione
- Roberto Ferracin: tastiera
- Dorina Dato: cori